# Лактиди

Лактиди

Лактиди (рос. лактиды, англ. lactide) — циклічні естери, утворені внаслідок мультиестерифікації між двома або більше молекулами лактатних кислот або інших
гідроксикарбонових кислот. Вони визначаються як дилактиди, трилактиди і т. д., відповідно до кількості гідроксикислотних залишків. Приміром, дилактиди(1,4-діоксан-2,5-діони). При кислотному гідролізі дають відповідні α-оксикислоти, при амінолізі — аміди α-оксикислот.